# Rivière Batiscan
Pour les articles homonymes, voir Batiscan (homonymie).
La rivière Batiscan coule sur 196 km, du lac Édouard, région Mauricie, Québec, Canada, direction sud pour se jeter dans le Saint-Laurent à Batiscan. Son parcours traverse les MRC (municipalité régionale de comté), Portneuf, Mékinac et Les Chenaux.

## Toponymie
Nul ne sait de manière absolue ce que signifie Batiscan. Pour le découvrir, il faut aller à la rencontre de cette rivière et de son immense bassin versant convenant à la pratique d’une foule d’activités de plein air. 
Ektuhnthe Wendats - Patiskô  Abénaquis, noms traditionnels autochtones. 

Dans les œuvres de Samuel de Champlain, il est mentionné qu'au début de juin 1603, passant devant ce lieu :  Du côté du Nort, il y a une rivière qui s'appelle Batiscan, qui va fort avant en terre, par où quelquefois les Algoumequins viennent. »
 Commission toponymie Québec
La rivière Batiscan a été nommée en 1602 par Samuel de Champlain. Cette désignation d'origine amérindienne existait avant même l'arrivée des premiers contingents d'explorateurs français. Champlain rapporte en 1610 que la rivière tiendrait son nom d'un chef Algonquin portant le même nom. Le toponyme Batiscan soulève quelques interprétations émanant de diverses sources. Le père Charles Arnaud soutenait que le nom signifiait « vapeur ou nuée légère ». Toujours selon lui, le nom pourrait aussi signifier « viande séchée pulvérisée ». Selon Pierre-Georges Roy, son nom signifierait « qui a des joncs à son embouchure », ce qui a été constaté par le passé. Pour le père Albert Lacombe, le nom proviendrait du cri tabateskan et signifierait « corne fendue ou pendante » et pour le père Joseph-Étienne Guinard, il proviendrait du cri patiskam et signifierait « faire un faux pas ».

## Géographie
Le bassin versant de la rivière Batiscan se situe sur la rive nord du fleuve Saint-Laurent ; le bassin versant de la rivière Métabetchouane le borde au nord, à l’est c’est le bassin de la rivière Sainte-Anne (Les Chenaux), à l’ouest, celui de la rivière Saint-Maurice, au sud-ouest c’est le bassin de la rivière Champlain.
En plus de la rivière Batiscan, le bassin versant renferme dix sous-bassins principaux et des centaines de lacs et rivières.
Les dix sous-bassins principaux couvrent une étendue de plus de 190 km2. Le bassin de la Batiscan comprend les sous-bassins des rivières et des lacs suivants :
1. Rivière des Envies, (MRC Mékinac et Les Chenaux)
2. Rivière Tawachiche, (MRC Mékinac)
3. Rivière à Pierre, (MRC Portneuf)
4. Rivière Blanche (Saint-Casimir), (MRC Portneuf)
5. Rivière Miguick, (MRC Portneuf)
6. Rivière aux Éclairs, (MRC La Jacques-Cartier et Agglomération de La Tuque[5])
7. Rivière à Moïse, (MRC La Jacques-Cartier)
8. Rivière Jeannotte, (Agglomération de La Tuque)
9. Lac Édouard, (Agglomération de La Tuque)
10. Lac aux Biscuits (Agglomération de La Tuque)

Le sous-bassin résiduel regroupe tous les cours d’eau directement reliés à la Batiscan d’une superficie de moins de 195 km2.
- Deux régions administratives se partagent le territoire du bassin versant de la Batiscan; 53 % se situe dans la région de la Mauricie, avec une superficie de 2 483 km2, et 47 % du bassin est localisé dans la région de la Capitale-Nationale et couvre une étendue terrestre de 2 216 km2, ce bassin versant recoupe respectivement quatre municipalités régionales de comté (MRC)

1. Mékinac (969 km2)
2. Les Chenaux (281 km2)
3. La Jacques-Cartier (823 km2),
4. Portneuf (1 399 km2)

- et deux territoires équivalents : Ville de Shawinigan (anciennement MRC Centre-de-la-Mauricie) (15 km2) et Agglomération de La Tuque (autrefois MRC Haut-Saint-Maurice) (1 207 km2)[6].

Note: L'usage populaire dit la Batiscanie, nom vernaculaire pour désigner de manière générale le bassin versant de la rivière Batiscan.

### Hydrologie
Le bassin hydrographique de la Batiscan a une superficie de 4 690 km2. Son débit qui est mesuré à la centrale de Saint-Narcisse, est de 96 m3/s. Le débit présente cependant une forte variation saisonnière, avec un maximum de 937 m3/s en mai et un minimum de 7,9 m3/s au mois de septembre. Les derniers 18 km de la rivière font partie de l'estuaire du Saint-Laurent, les marées y sont de 1,5 m à son embouchure.
Le bassin est composé d'une centaine de cours d'eau. Les principaux tributaires de la Batiscan sont, de l'amont à l'aval, les rivière aux Castor Noirs, rivière aux Éclairs, rivière Jeannotte, rivière Miguick, rivière à Pierre, rivère Tawachiche et rivières des Envies. Les principaux sous-bassins versants de la Batiscanie sont : rivière Jeannotte (560 km2), rivière des Envies (475,82 km2), rivière Miguick (303,56 km2) et la rivière à Moïse (301,56 km2).
Le bassin comprend un millier de lacs. Les plus importants sont les lacs Édouard (25,2 km2), lac Batiscan (9,7 km2), lac aux Sables (5,31 km2), lac Masketsi (4,01 km2), lac à la Tortue (3,39 km2), lac du Jésuite (3,32 km2) et le lac Roberge (1,89 km2). Dans le bassin versant de la rivière Batiscan, plus de 85 barrages de tailles variées ont été répertoriés. Sept de ces barrages ont une hauteur de plus de 5 m. Le barrage le plus imposant est celui de Saint-Narcisse avec une longueur de 254 mètres et une hauteur de 21 mètres à partir du lit de la rivière. Son réservoir couvre 43 hectares.

### Géologie
La partie du bassin au nord de la moraine de Saint-Narcisse est située dans les Laurentides, soit la province de Grenville du Bouclier canadien. On y retrouve des roches ignées telles le granite, la monzonite, la migmatite, la mangérite, le gabbro et la diorite et des roches sédimentaires telles le gneiss et le schiste. Quant aux derniers 23 km, ils font partie de la plate-forme du Saint-Laurent qui est composé de roches sédimentaires du Paléozoïque comme le calcaire, le schiste et le grès.
Les dépôts meubles du Quaternaire des Basses-terres du Saint-Laurent sont principalement dus au retrait de l'Inlandsis il y a 11 000 ans, la région a été ensuite recouverte par la Mer de Champlain sur une période de 200 ans laissant des dépôts d'argile. Les régions près du fleuve sont recouvertes de dépôts fluviatiles. Des tourbières se sont développées dans certaines zones où le drainage se fait mal, la plus grande est la Tourbière du Lac-à-la-Tortue sa superficie de 3 300 ha. Dans les Laurentides, les principaux dépôts sont le till qui a été laissé par le retrait des glaciers.

## Géographie humaine

### Centrales hydro-électriques
La centrale de Saint-Narcisse est la seule centrale hydroélectrique située sur la rivière Batiscan. Toutefois, des centrales ont été érigées sur des affluents de la rivière Batiscan :
- la centrale "Électrique Kabibouska", érigée sur la Rivière des Envies, à Saint-Séverin, desservant le village de Saint-Séverin et les habitants de Saint-Tite[8] ;
- la centrale électrique aménagée au barrage des "Chutes de la Marmite" sur la Rivière-à-Pierre, en amont de "lac de la ferme" (dit lac du dépôt) au nord-est du village. Cette centrale desservait la localité de Rivière-à-Pierre, surtout les industries[9].

## Histoire
…« Il existe un potentiel archéologique connu à Sainte-Geneviève-de-Batiscan ou une source manuscrite (Massicotte, 1935) fait état de la découverte d'artéfats de la période préhistorique (pointe de projectile et autres). Ainsi, la bordure du fleuve Saint-Laurent et de ses principaux affluents ont été occupés depuis plusieurs millénaires. De par son importance en tant que voie possible de circulation et de pénétration vers l'intérieur des terres, la rivière Batiscan demeure un point d'intérêt non négligeable pour l'archéologie préhistorique. Source : Jean Dumont, consultant en archéologie »
…« Batiscan fut donné aux Jésuites, « pour l’amour de Dieu », le 13 mars 1639.
— Les concessions que les Jésuites avaient obtenues étaient particulièrement destinées par eux à l’évangélisation et à l’éducation religieuse des Indiens; et la concession de Batiscan leur avait été accordée dans ce but précis.
— l’enquête de 1666-1667 sur la traite de l’eau-de-vie avec les Indiens démontre que les Français connaissaient la région de Batiscan, qu’ils y faisaient depuis longtemps de fréquents séjours. Les diverses dépositions lors de cette enquête ont prouvé que les tribus indiennes de la région de Trois-Rivières étaient les grandes pourvoyeuses de fourrures des trafiquants de Trois-Rivières et du Cap-de-la-Madeleine. Source :Les lents débuts d'une seigneurie des Jésuites, Raymond Douville, 1960.» 
En 1639, les Jésuites firent l'acquisition de la seigneurie de Batiscan dans le but d'évangéliser les Attikameks. Ceux-ci ne s'installèrent jamais dans la colonie, bien qu'ils ont utilisé la rivière jusqu'au XIXe siècle pour le commerce de la fourrure. Le Journal des Jésuites fait rapport d'une expédition de traite de fourrures, composés de huit Français de Trois-Rivières, avec vingt canots d’Algonquins, partie le 20 avril 1657 de Trois-Rivières : « Ils entrèrent dans les terres par la rivière Batiscan, qui est six lieues au-dessous des Trois-Rivières. Ils passèrent dans cette rivière vingt-huit saults en quatorze jours. Ils arrivèrent au terme de leur voyage le 28 mai, après avoir passé soixante-et-quatorze saults ou portages. Ils retournèrent aux Trois-Rivières le 15 juillet chargés de castors.». La première noyade (un Français) connue sur cette rivière est survenue lors de cette expédition.
Le terrible tremblement de terre du 5 février 1663 aurait modifié significativement le relief dans la vallée notamment la disparition de saults dans la rivière Batiscan, l'émergence de nouveaux rochers, l'aplanissement de certaines montagnes, des fissures majeures dans le sol.
À partir de 1852 que la Price Brothers and Company commença à exploiter la forêt de la vallée de la Batiscan. Plusieurs scieries furent construites sur les rivières Batiscan et des Envies Le bois était transporté par flottaison en descendant le courant de la rivière, ce qui requiert le travail de draveurs et de cageux. Les premiers types d'arbres coupés furent les pins blancs, expédiés en Grande-Bretagne. 
.…—« Vers 1872, il faut aller chercher ce qui reste de pins blancs presqu'aux confins du territoire, sur la rivière Manouane, par exemple. À la faveur de cette ascension rapide en quête d'essences nobles, le front pionnier s'avance également le long des rivières Batiscan et des Envies, en amont de Saint-Stanislas. Les colons déjà établis profitent de la proximité des chantiers pour écouler leur production agricole et fournissent en même temps une main-d'œuvre pour qui le travail en forêt représente un revenu d'appoint. Source : Les travailleurs forestiers en Mauricie au XIXe siècle  par Claire-Andrée Fortin 1983»
À partir des années 1930, l'activité forestière se transforma et servit plutôt aux papetières. En 1963, la drave fut abandonnée sur la Batiscan.
En 1896, Jean-Baptiste Frégault constitue la North Shore Power Company et achète les droits de production sur la Grande Chute près de Saint-Narcisse. Il y construit une centrale hydroélectrique ainsi qu'une ligne à haute tension de 29 km, la première de l'Empire britannique. La centrale fut agrandie en 1905. En 1907, elle fut vendue à la Shawinigan Water and Power Company. Cette dernière la remplaça par une nouvelle centrale de Saint-Narcisse en 1926. En 1963, elle fut acquise par Hydro-Québec lors de la nationalisation de l'électricité. Cette centrale à Saint-Narcisse a une puissance de 15 MW.

## Écologie

### Flore
La partie sud du bassin versant de la Batiscan fait partie du domaine de l'aceraie (érablière) à bouleau jaune, il renferme une flore très diversifiée. Lors d’un inventaire des plantes terrestres, les gestionnaires du Parc de la rivière Batiscan ont trouvé une cinquantaine d’espèces différentes  .

Sur les bandes riveraines de la rivière
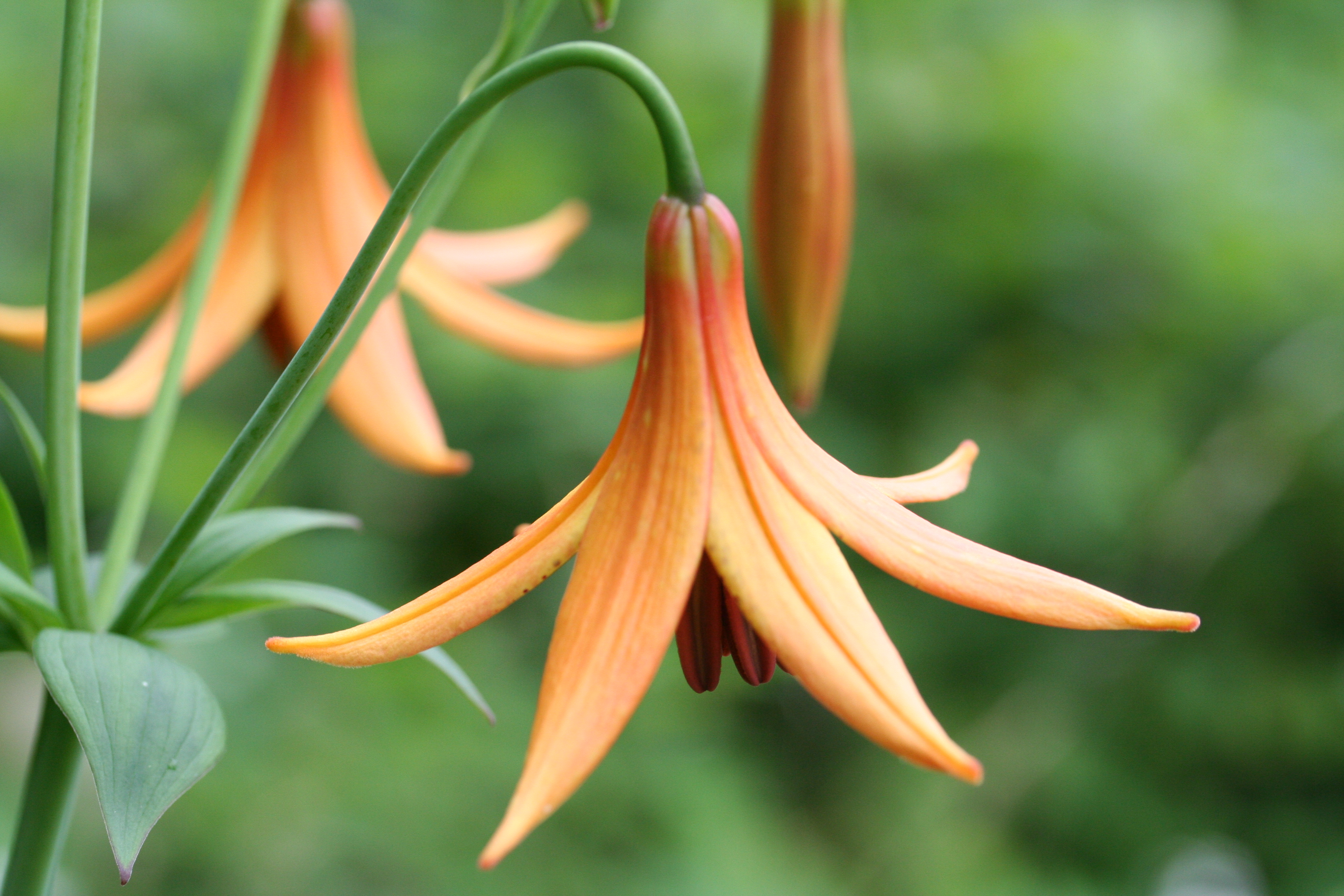
Lilium canadense L. — Lis du Canada.
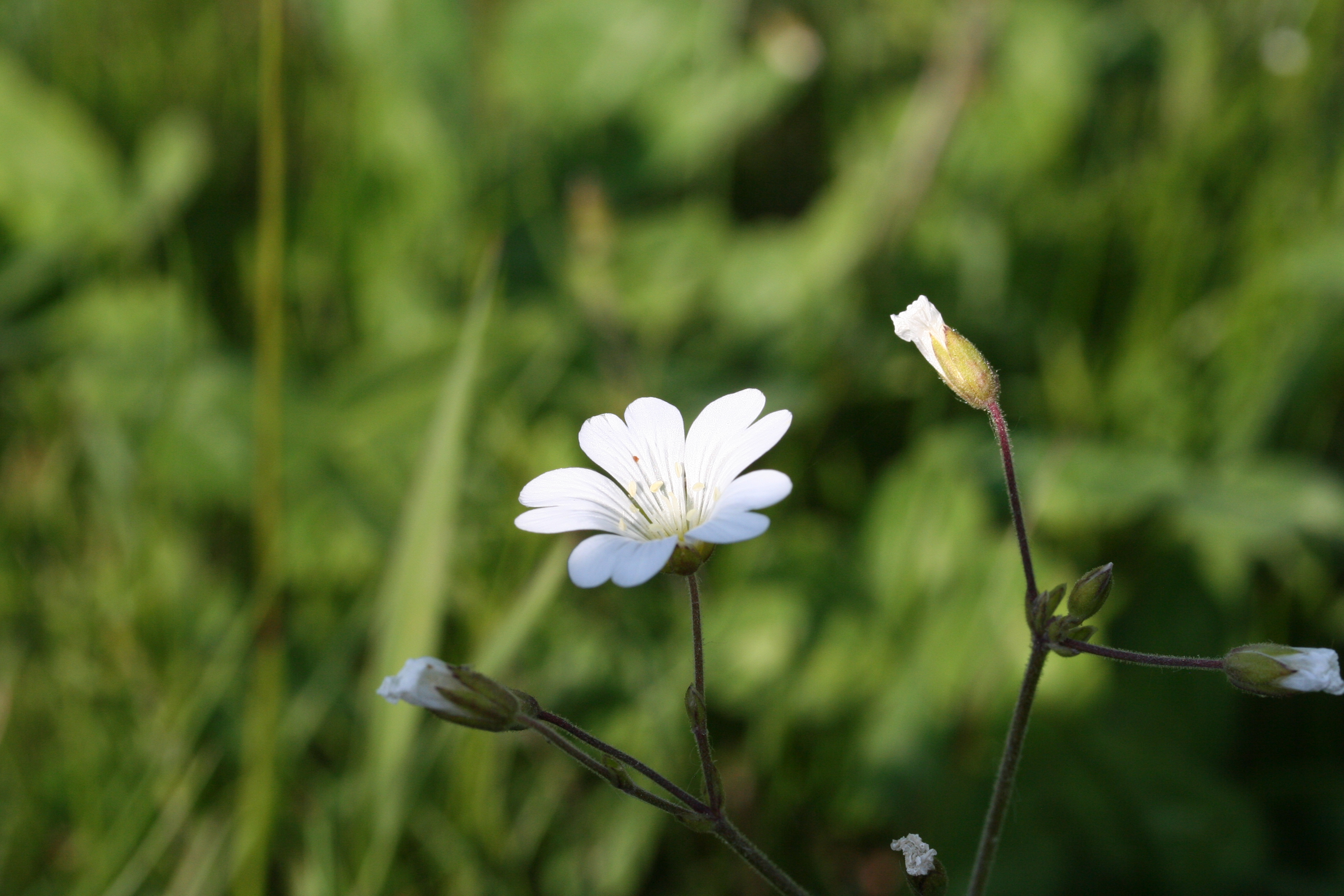
Cerastium arvense L. — Céraiste des champs.
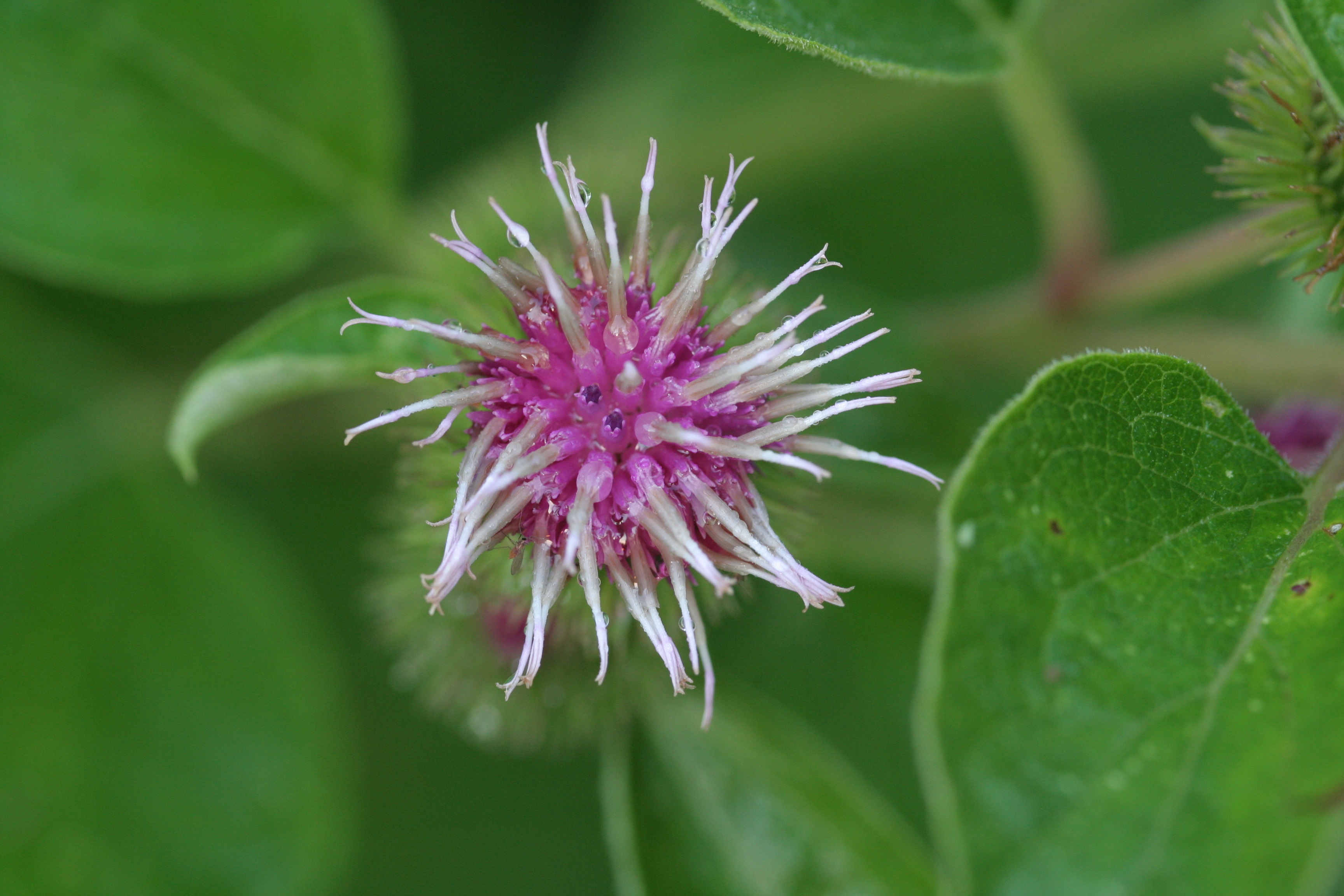
Arctium minus (Hill) Bernhard  — Bardane mineure.
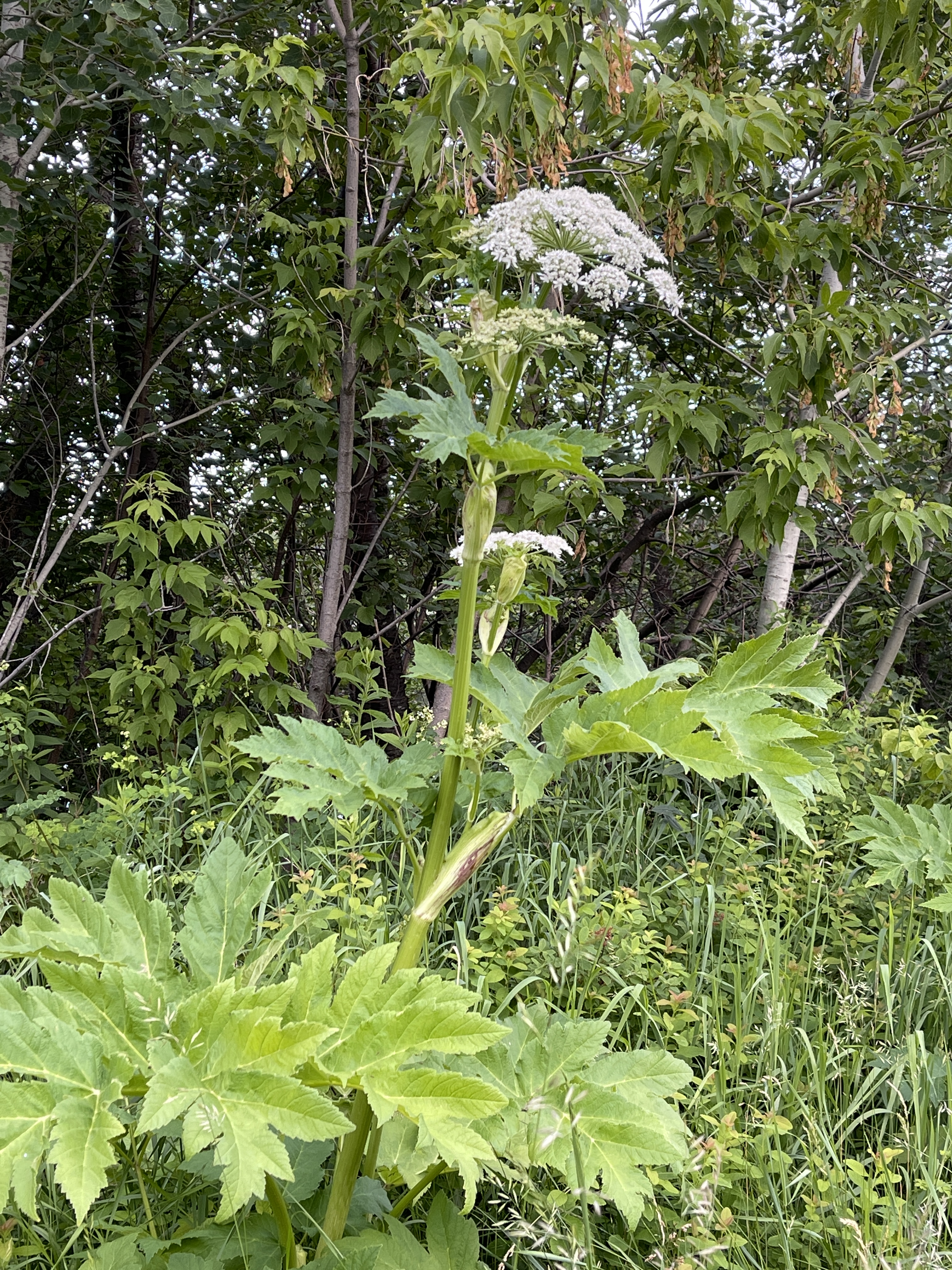
Heracleum maximum Bart. — Berce très grande.
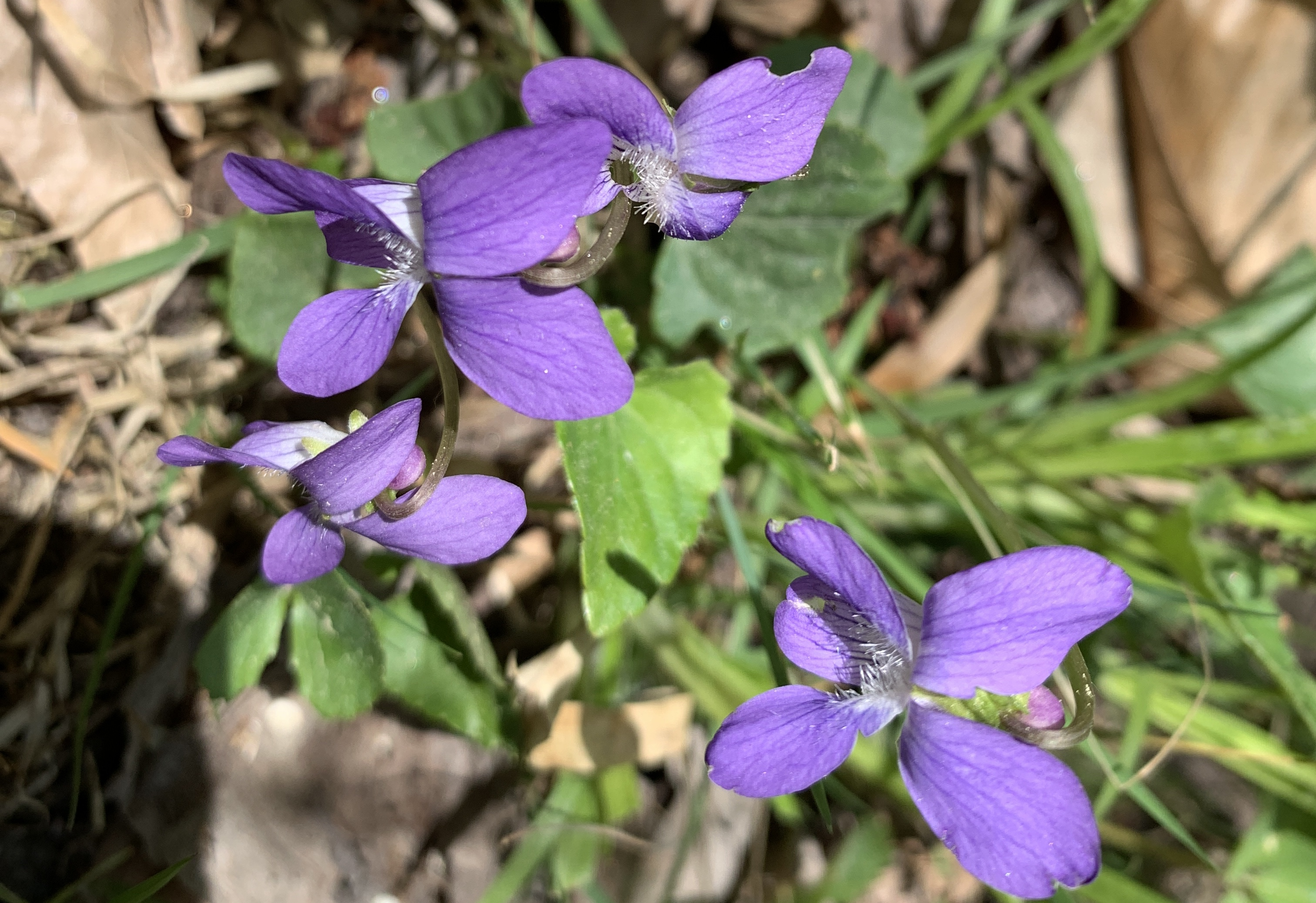
Viola L. — Violette.

### Faune
Quarante neuf espèces de mammifères fréquentent le bassin de la rivière Batiscan. Parmi ces espèces, on rencontre le castor du Canada, la loutre de rivière, l'orignal, le rat musqué et la taupe à nez étoilé.
Cent-dix espèces d'oiseaux fréquentent le bassin. Le lac Édouard sert à la reproduction au grand héron, au bihoreau gris, au plongeon huard, au grand harle, au garrot à œil d'or, et au goéland hudsonien.
Le plus récent recensement de la faune piscicole de la rivière a permis d'identifier 54 espèces de poissons. Comme pour la rivière Sainte-Anne, la rivière présente une frayère de poulamon Atlantique à son embouchure. On y retrouve aussi l'omble de fontaine, l'omble chevalier, le Touladi, le grand corégone, le grand brochet, le maskinongé (poisson), la perchaude et le doré jaune.

## Principales attractions
La Batiscan, surtout la partie située sur le Bouclier canadien, est fougueuse, de nombreuses chutes et cascades parsèment sa route. la portion de la rivière dans les Basses-terres du fleuve Saint-Laurent présente un parcours plus calme, permettant aux embarcations  à moteur de circuler par endroits, entre Saint-Stanislas et Saint-Adelphe et entre Sainte-Geneviève-de-Batiscan et Batiscan). D’ailleurs, à Saint-Adelphe, Sainte-Geneviève-de-Batiscan et Sainte-Geneviève-de-Batiscan et Saint-Stanislas, quelques rampes de mise à l’eau facilitent l’accès aux embarcations de plaisance.
De nos jours, la vallée de la rivière Batiscan est un lieu de plein air, de canotage, de villégiature, d'observations de la nature, de baignade aux endroits désignés, ainsi que des activités nautiques tels que le canot, le canot/camping, le rafting, le ponton, le kayac. La Batiscan est une destination populaire pour le kayak d'eau vive, elle offre de nombreuses classes III, IV, V et de multiples rapides, surtout en amont de Notre-Dame-de-Montauban,,.

### Parc de la Rivière-Batiscan
D'une superficie de 400 hectares (1 000 acres), le Parc régional de la Batiscan est parsemé de chutes, de rapides et de bassins, dans l'emprise du barrage de Saint-Narcisse. Ce parc qui est coupé par la rivière Batiscan, comporte une longue passerelle surélevée pour traverser la rivière, de nombreux belvédères et un réseau de sentiers totalisant 25 kilomètres, reliant trois municipalités : Saint-Stanislas, Saint-Narcisse et Sainte-Geneviève-de-Batiscan. Ce Parc offre une gamme d'activités éducatives sur l'environnement, des activités sur le plein air et des activités à caractère historique.

## Photos

### Zones forestières

Notre-Dame-de-Montauban, Saint-Stanislas, Sainte-Geneviève-de-Batiscan
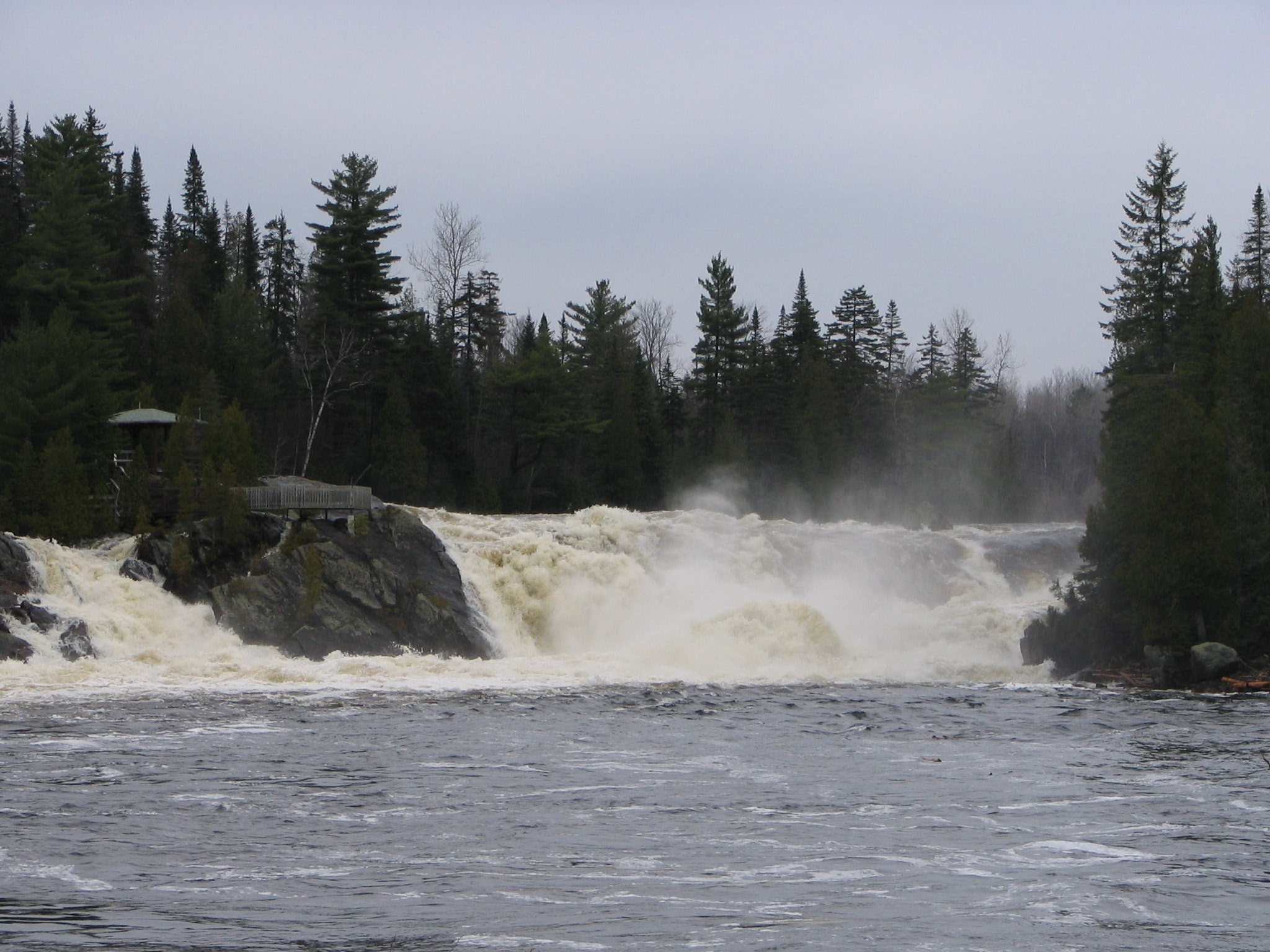
Parc des Chutes-de-Montauban, Notre-Dame-de-Montauban
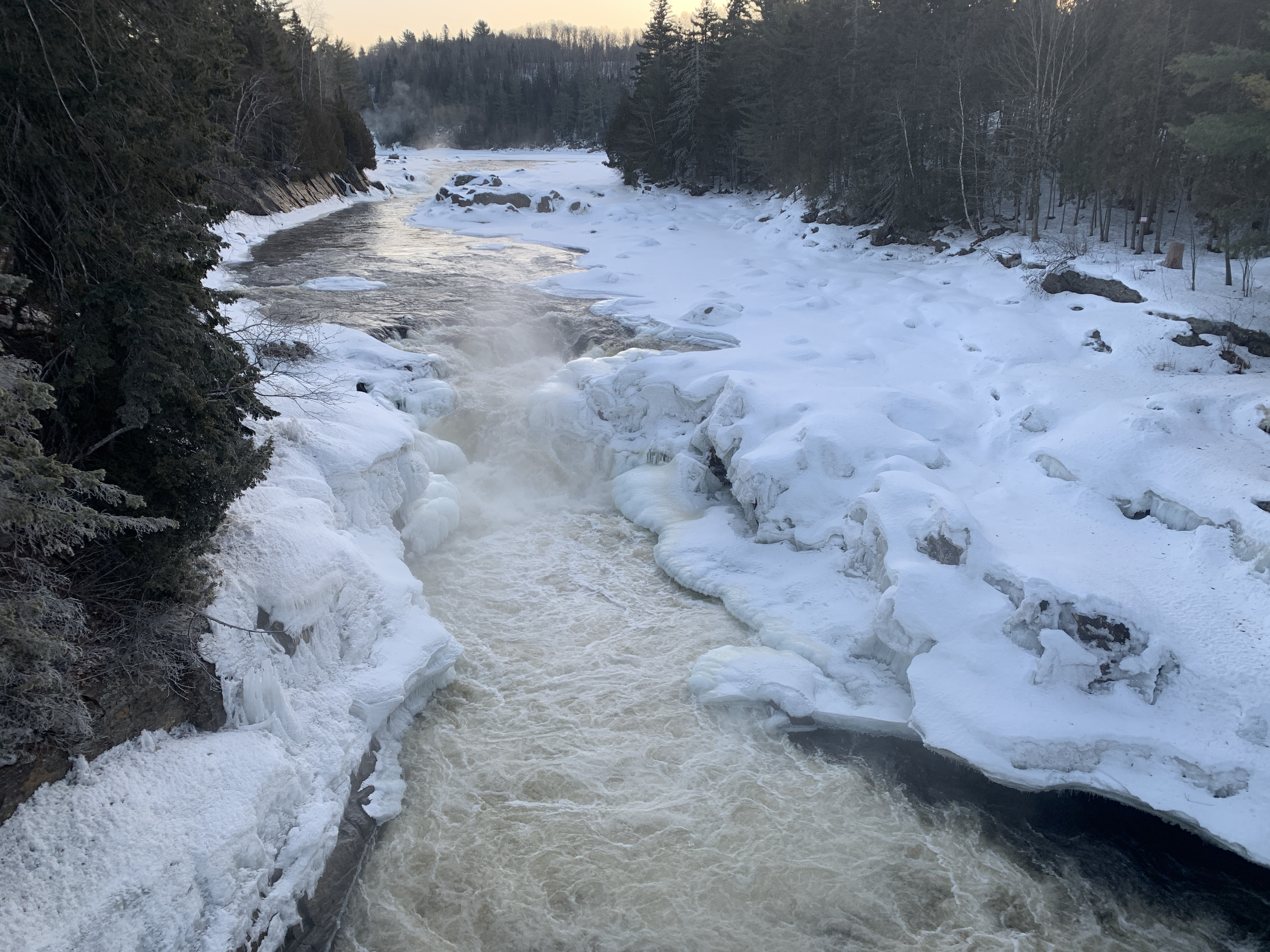
Crue printanière, la rivière dans ses voiles de glaces et de neiges, Notre-Dame-de-Montauban.
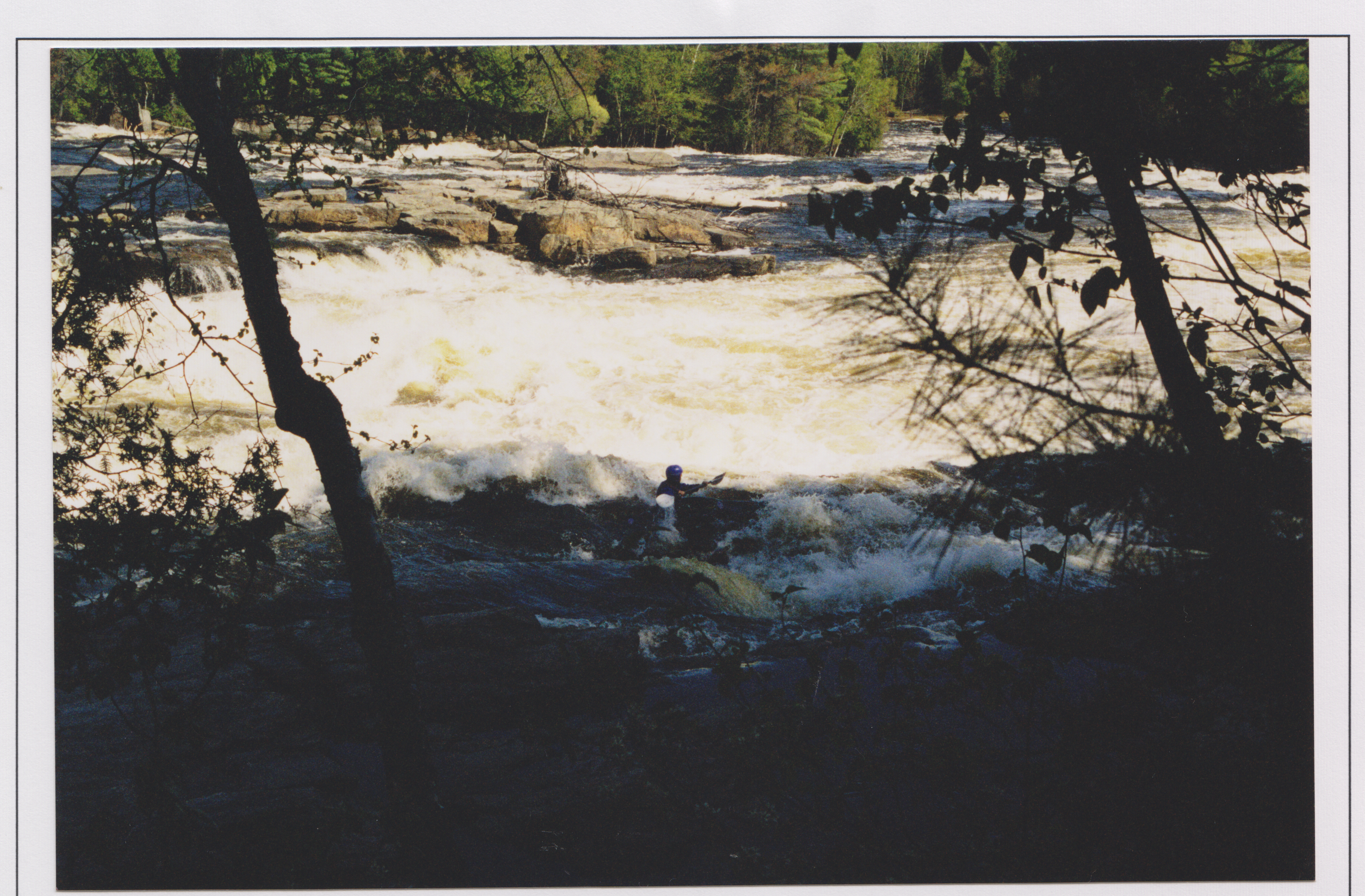
Kayakiste, Parc de la rivière Batiscan, du sentier rive Ouest, de Saint-Stanislas à Saint-Narcisse.
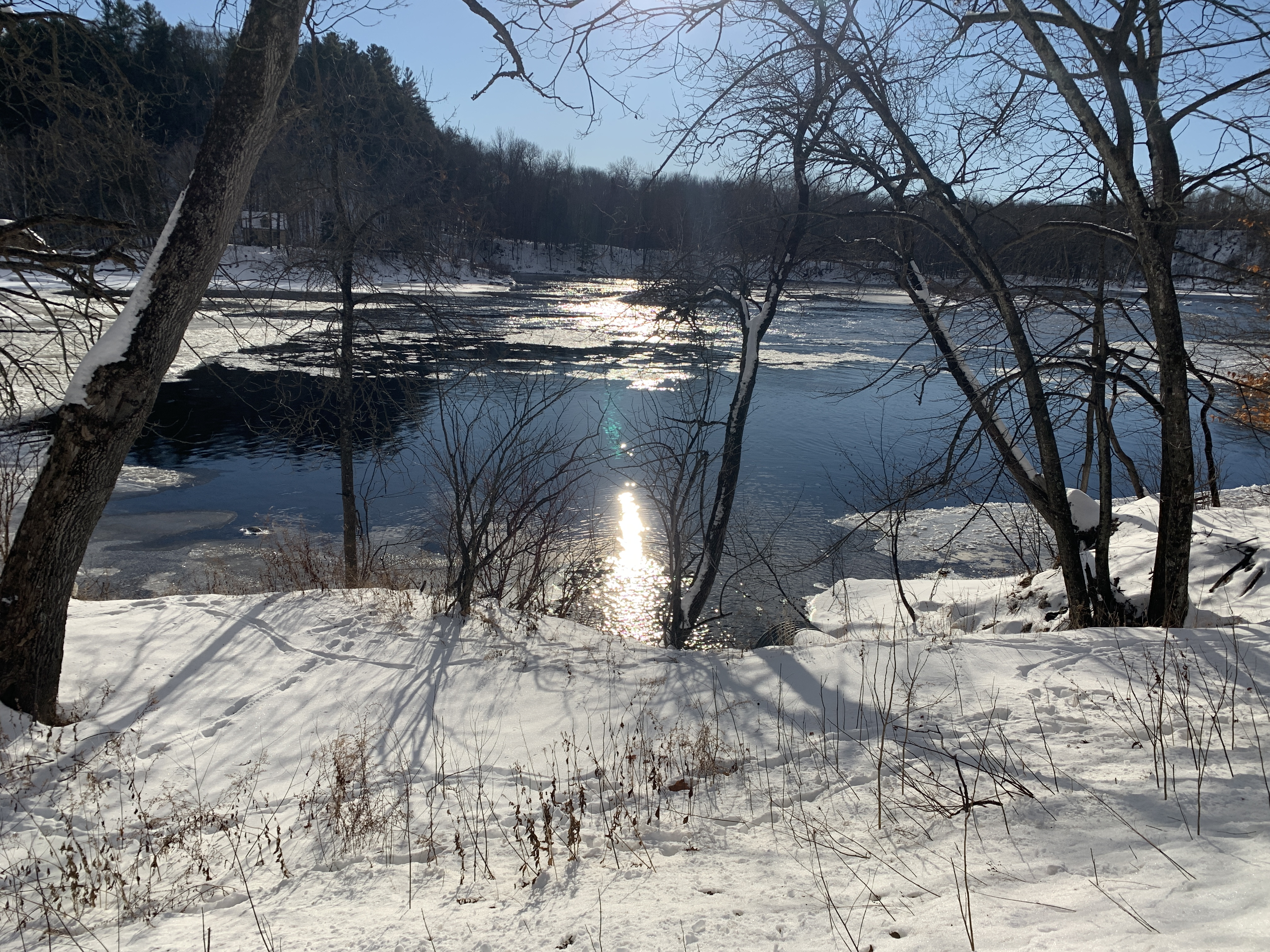
Filet d'ean libre, rare en janvier, Sainte-Geneviève-de-Batiscan.
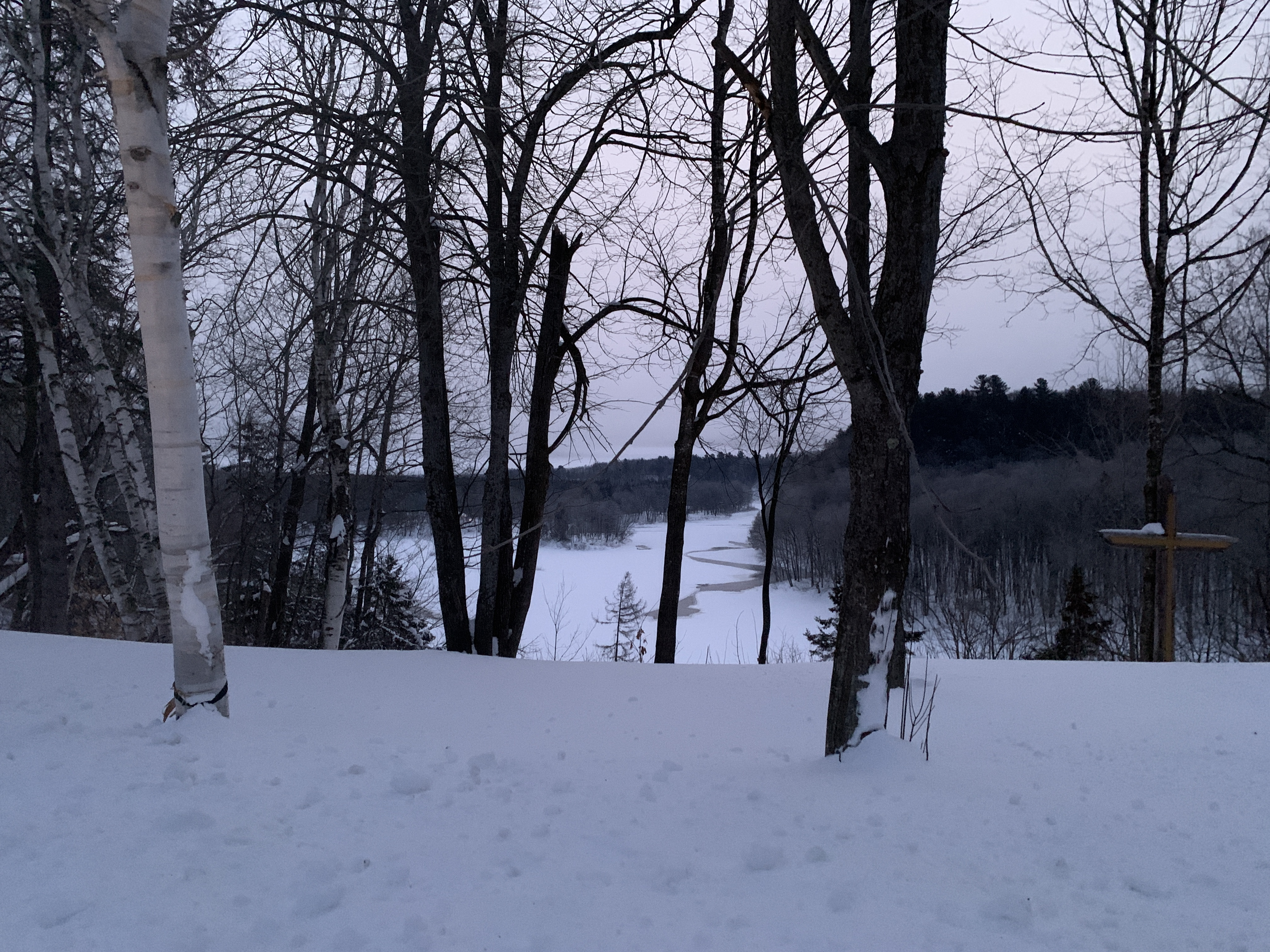
Sainte-Geneviève-de-Batiscan, rang des Forges, filet d'eau libre, en janvier.

### Zones agricoles et rurales

Saint-Stanislas, Sainte-Geneviève-de-Batiscan
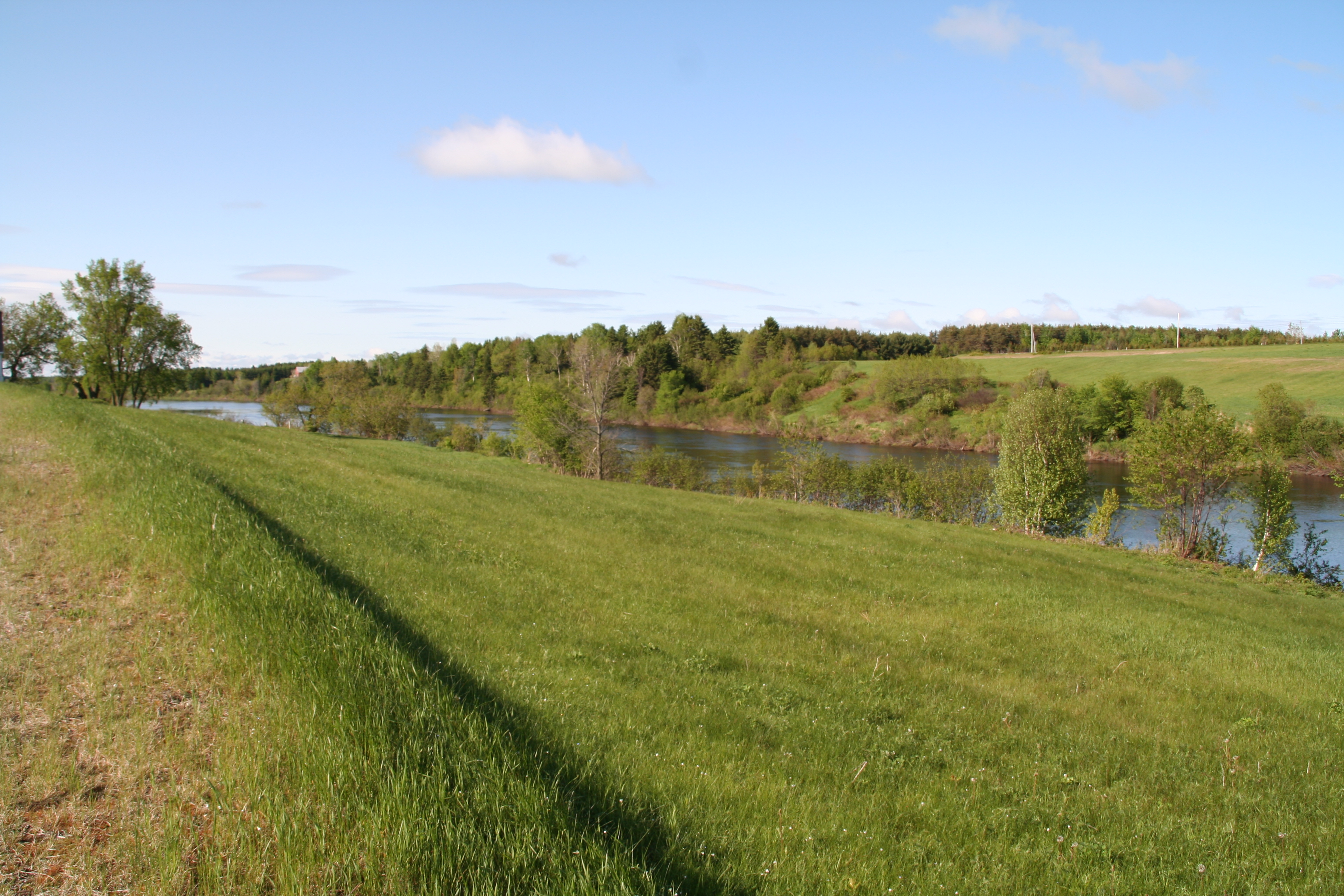
Saint-Stanislas, rang de la Rivière Batiscan NE.
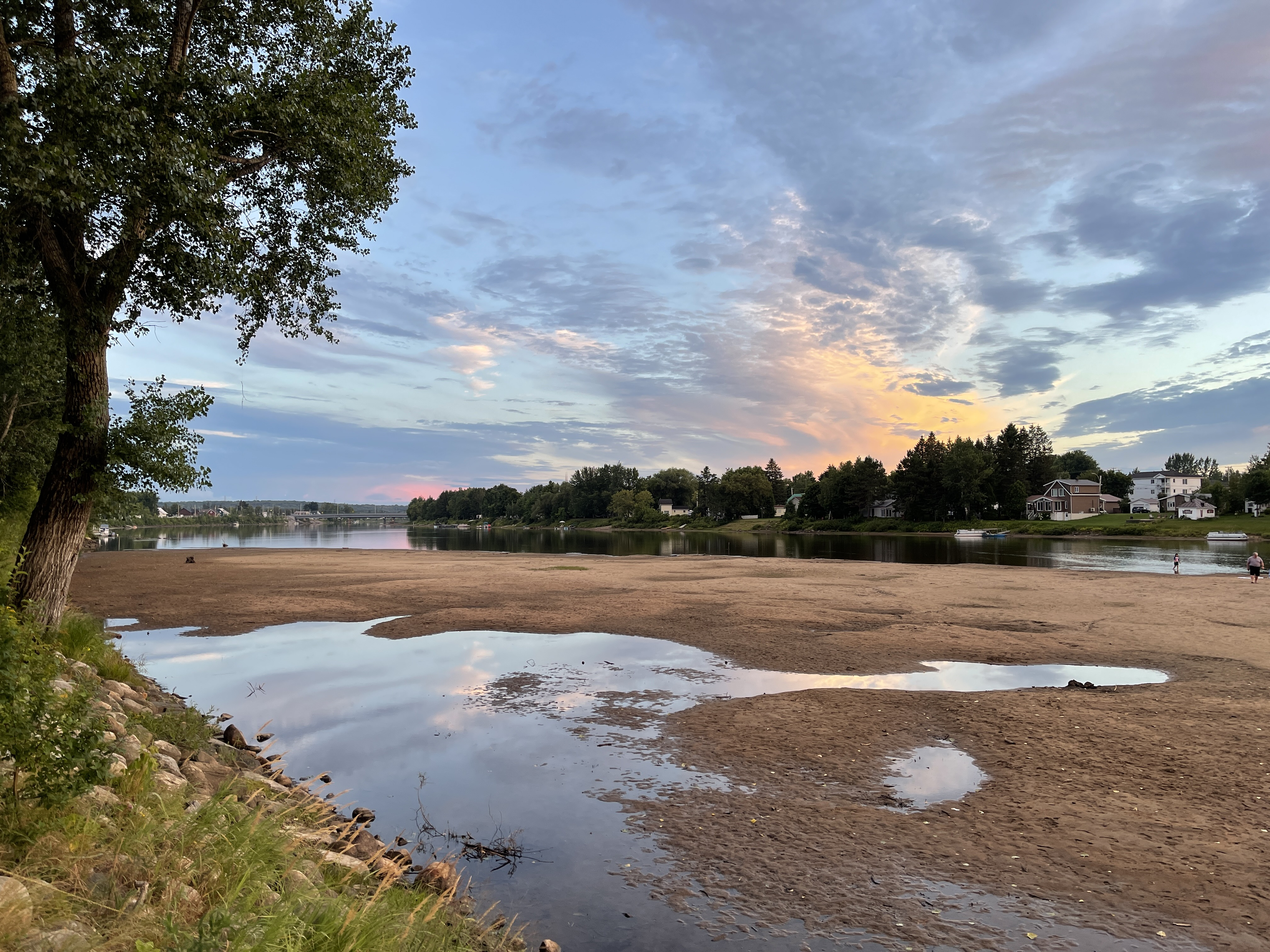
Saint-Stanislas, rang de la Rivière Batiscan NE, la rivière.
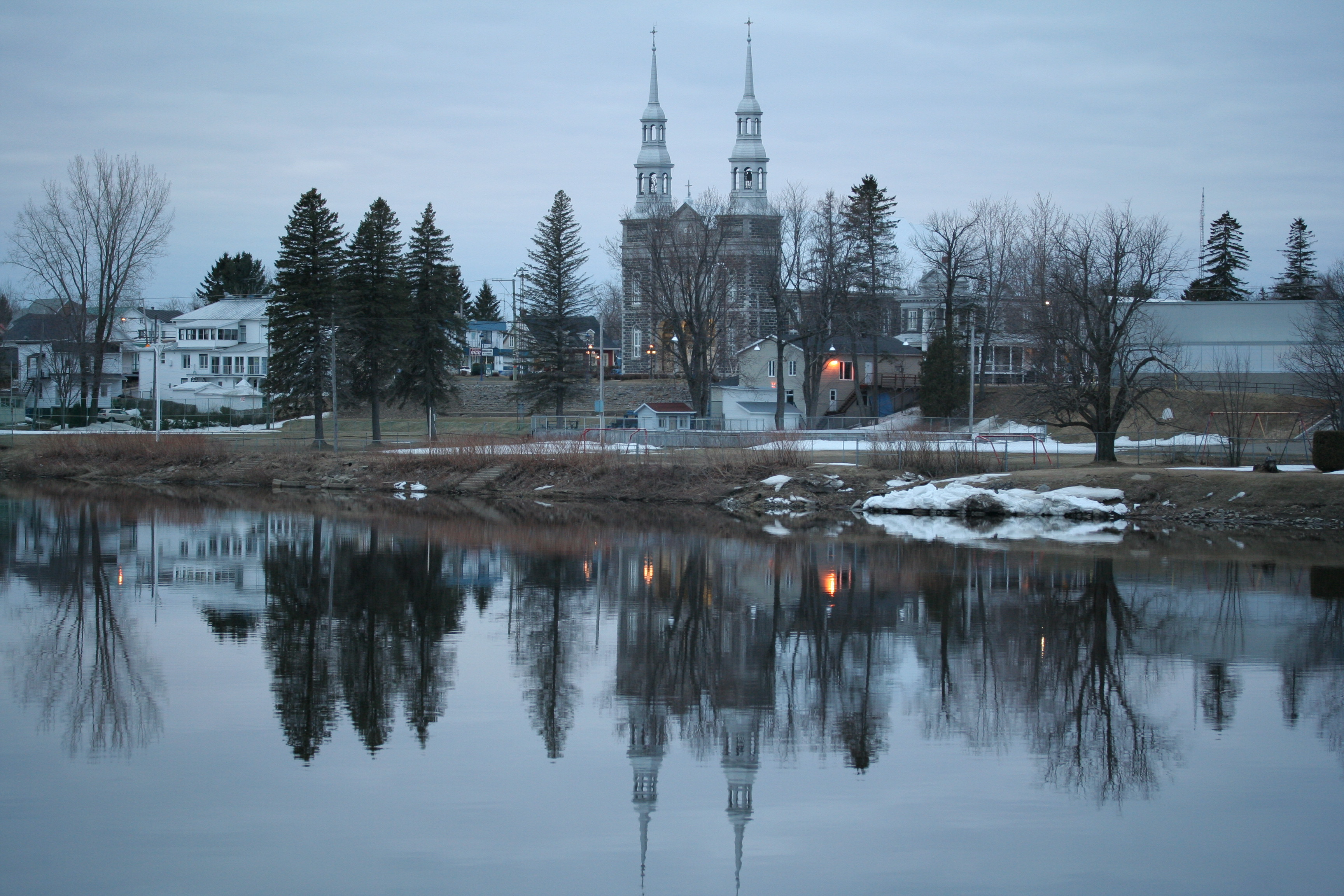
Saint-Stanislas, rivière Batiscan, du rang de la Rivière Batiscan NE.
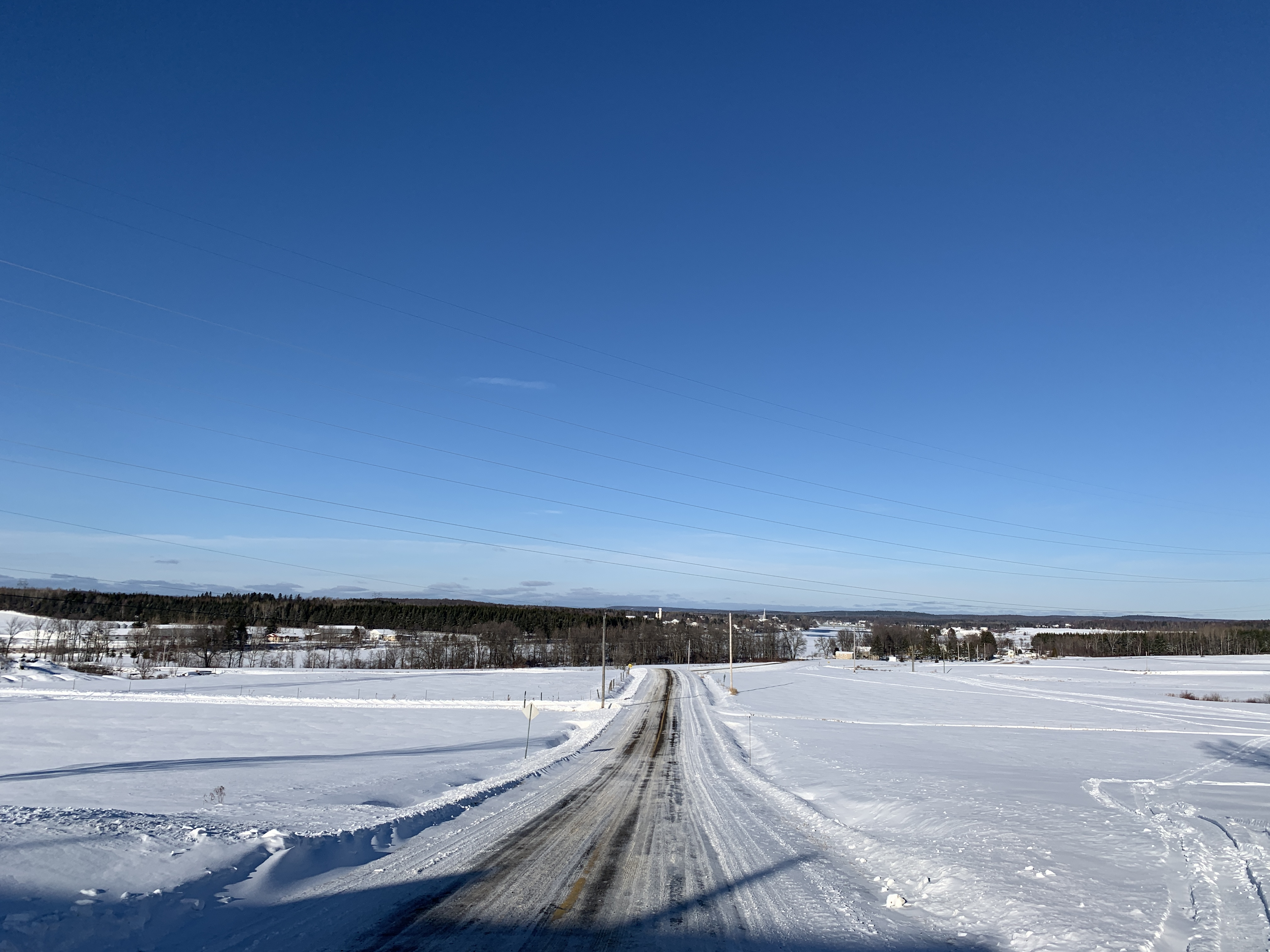
Saint-Stanislas, rang de la Rivière Batiscan NE.
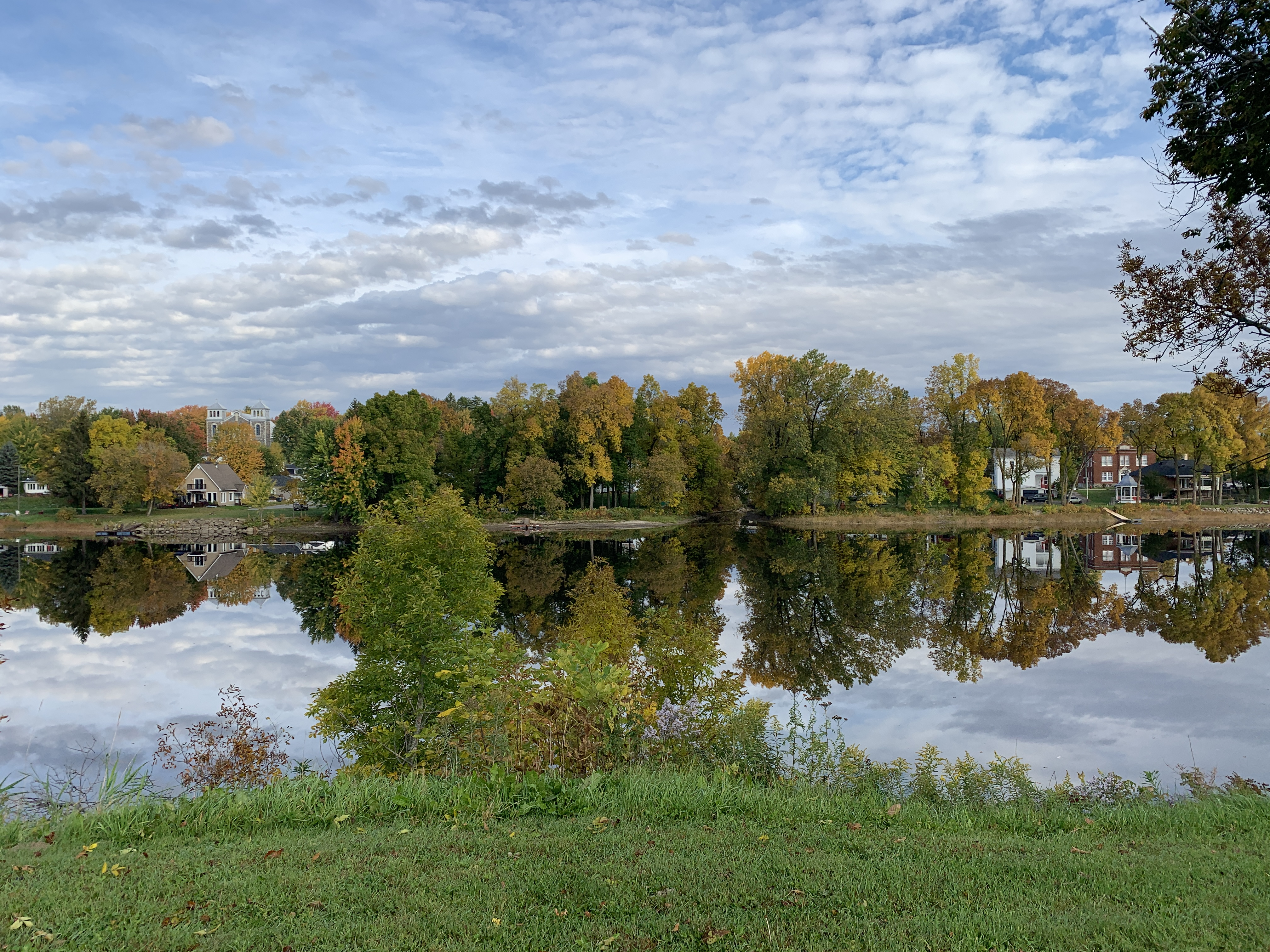
Sainte-Geneviève-de-Batiscan, du rang Sud (route 361).

### Embouchure

La Batiscan se jette dans l'estuaire du Saint-Laurent, à Batiscan
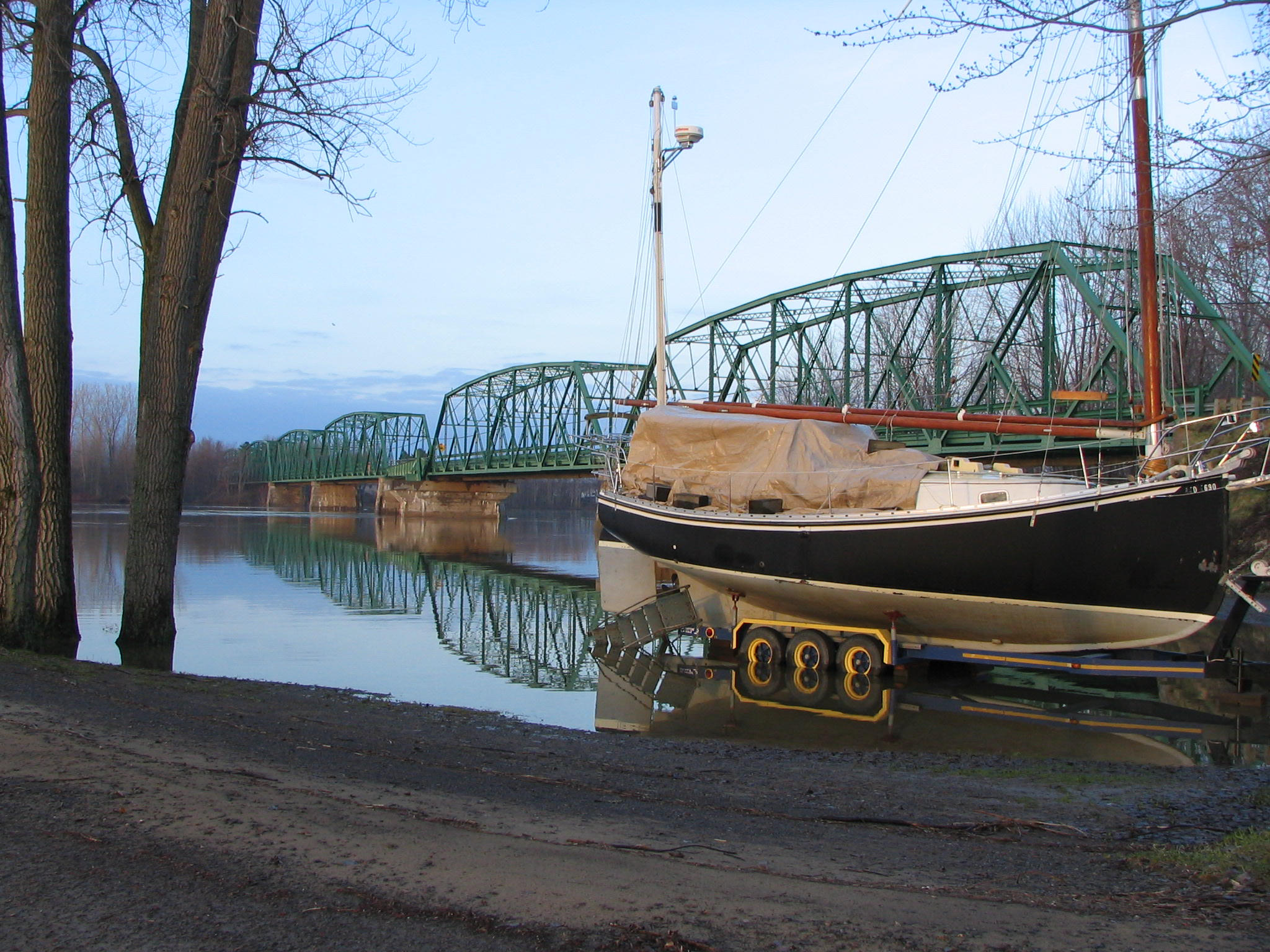
Vieux pont de fer sur le Chemin du Roy (Route 138), voilier sur son ber.
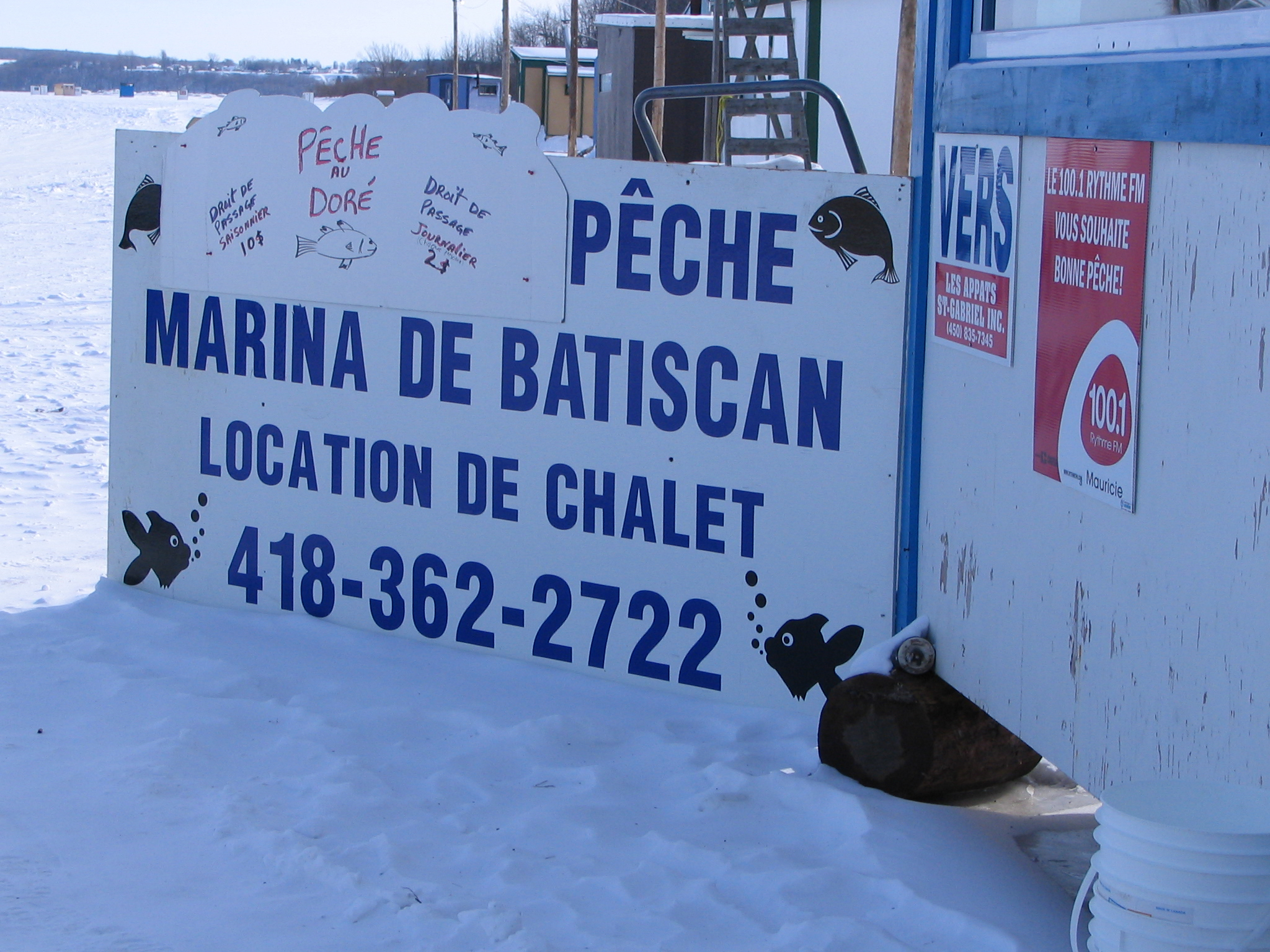
Panneau sur le chemin de glace de la rivière, accessible par la Marina.
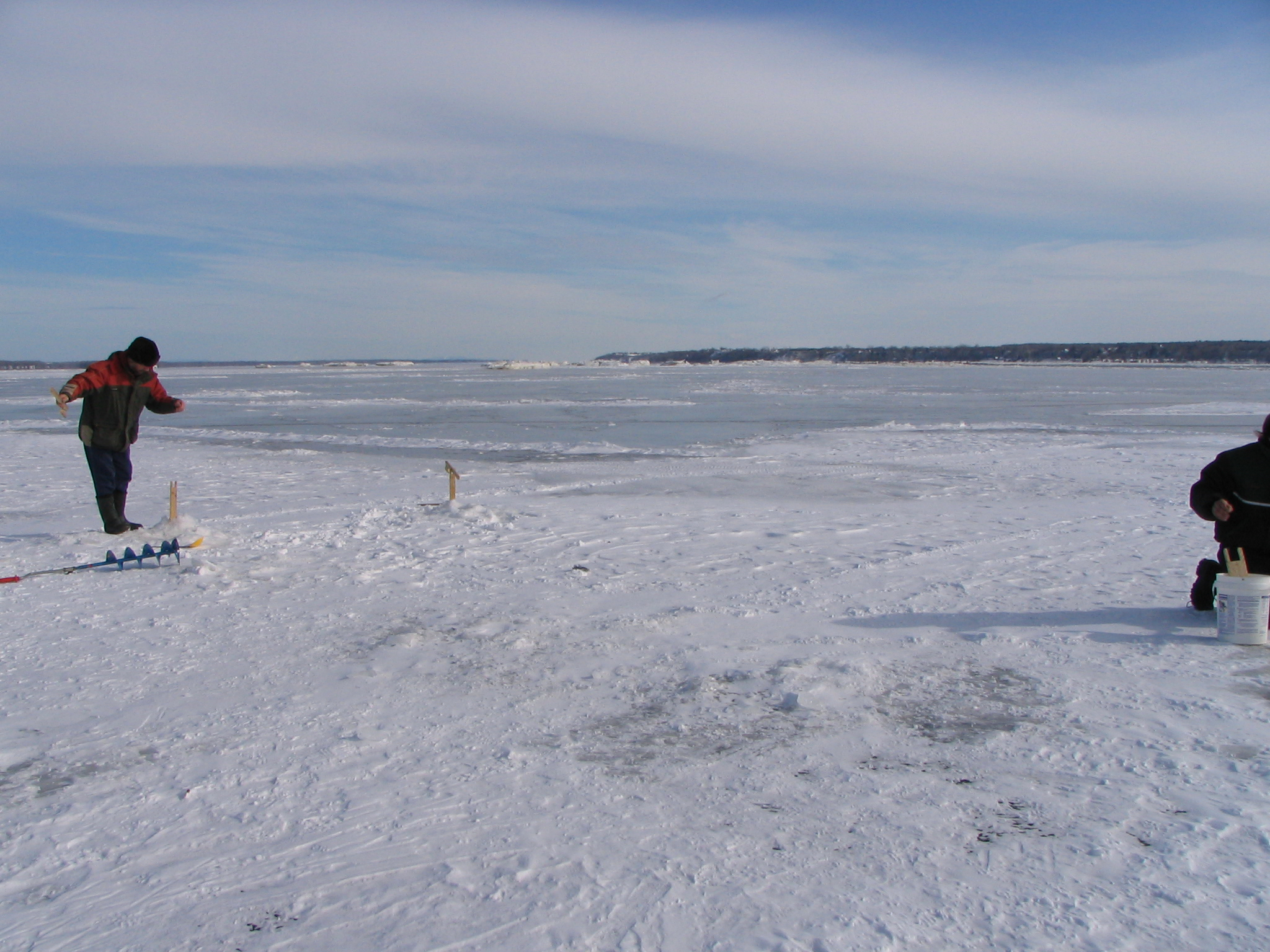
Pêcheurs, brimbales, sur la glace de la rivière, au large la section estuarienne du fleuve Saint-Laurent.
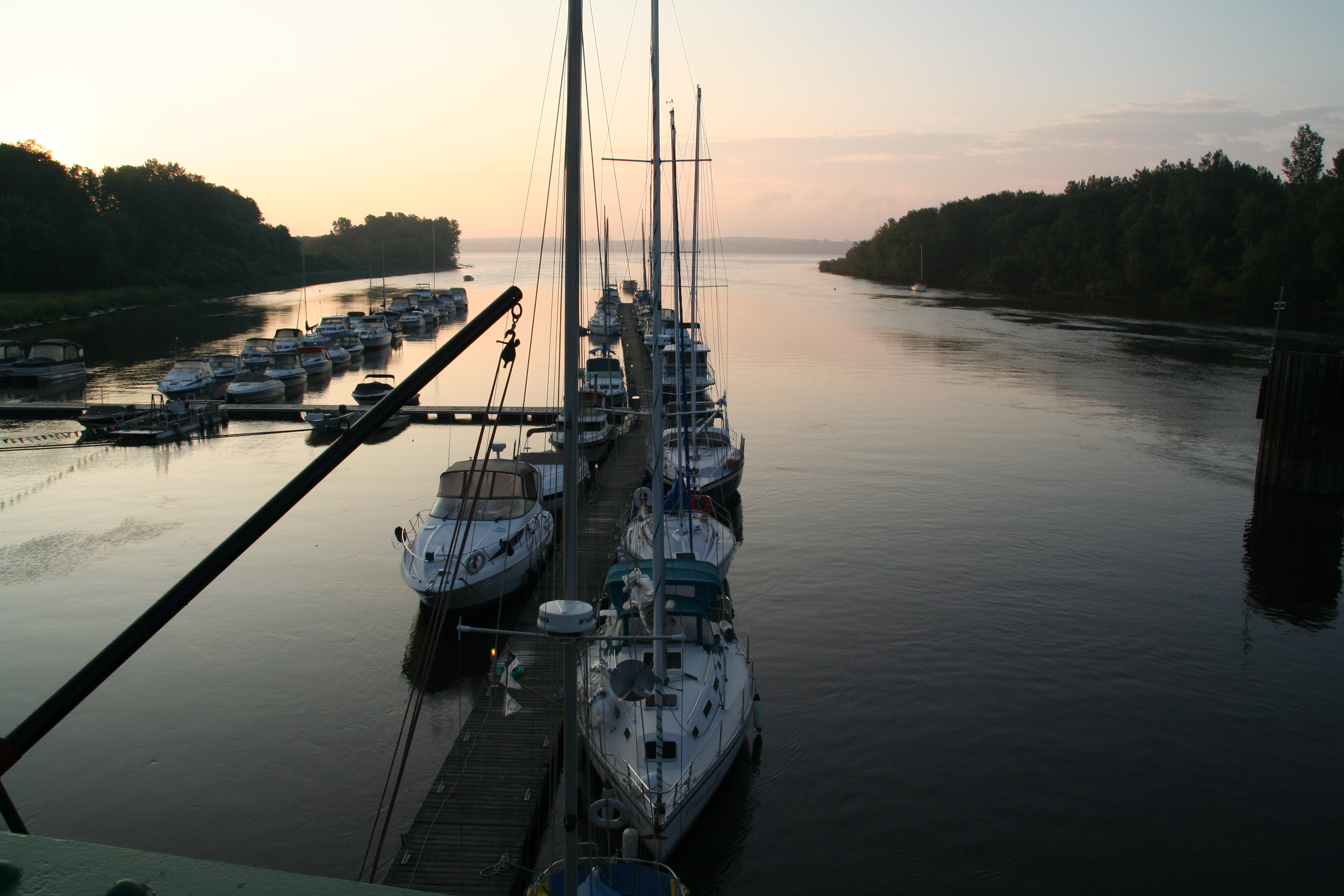
Embouchure de la rivière, embarcations aux quais du port de plaisance, du pont sur le Chemin du Roy.
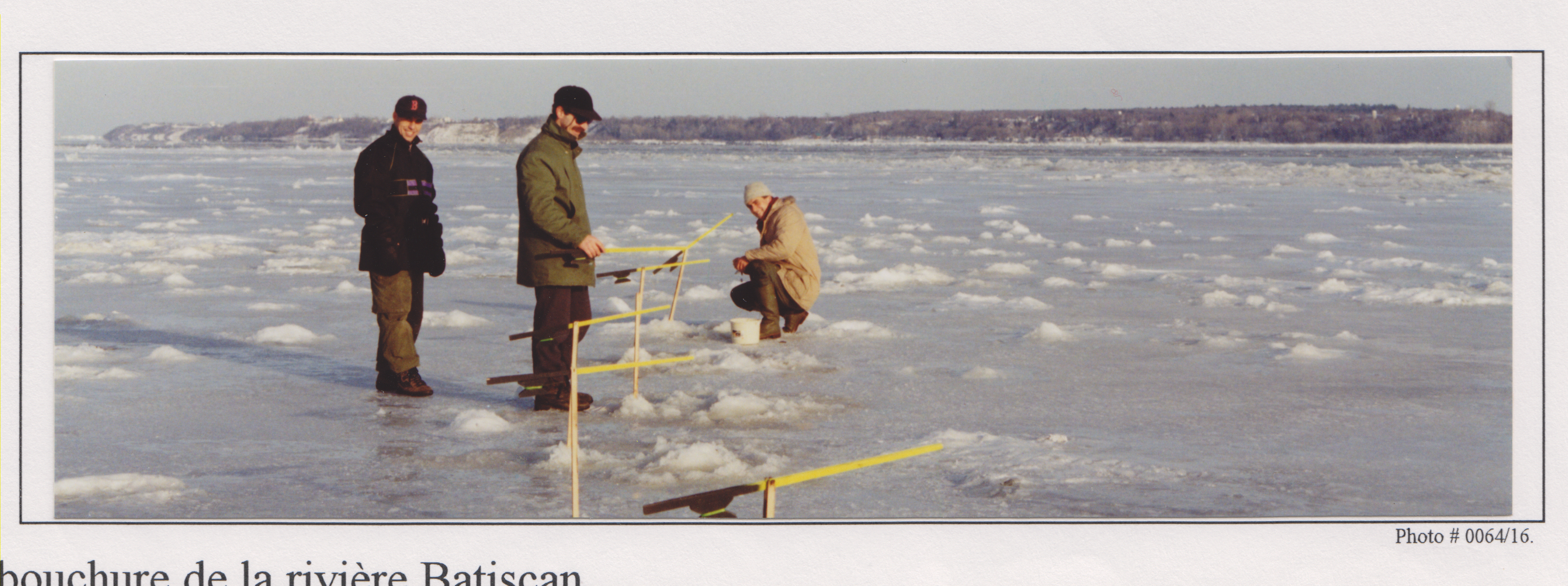
Pêcheurs au large, sur la glace de la section estuarienne du fleuve Saint-Laurent et de l'embouchure de la rivière Batiscan.

« À partir du lac Saint-Pierre, les conditions écologiques du Saint-Laurent subissent un changement radical. La progression lente et continue de la grande masse d’eau douce fait place graduellement au régime de la marée de refoulement, où deux fois par vingt-quatre heures, les rivages subissent une courte alternance d’émersion et d’immersion. »

— Frère Marie-Victorin, Flore laurentienne, Section estuarienne du Saint-Laurent, 1935, p. 53-54.

### Structures

Ponts, passerelle et bâti
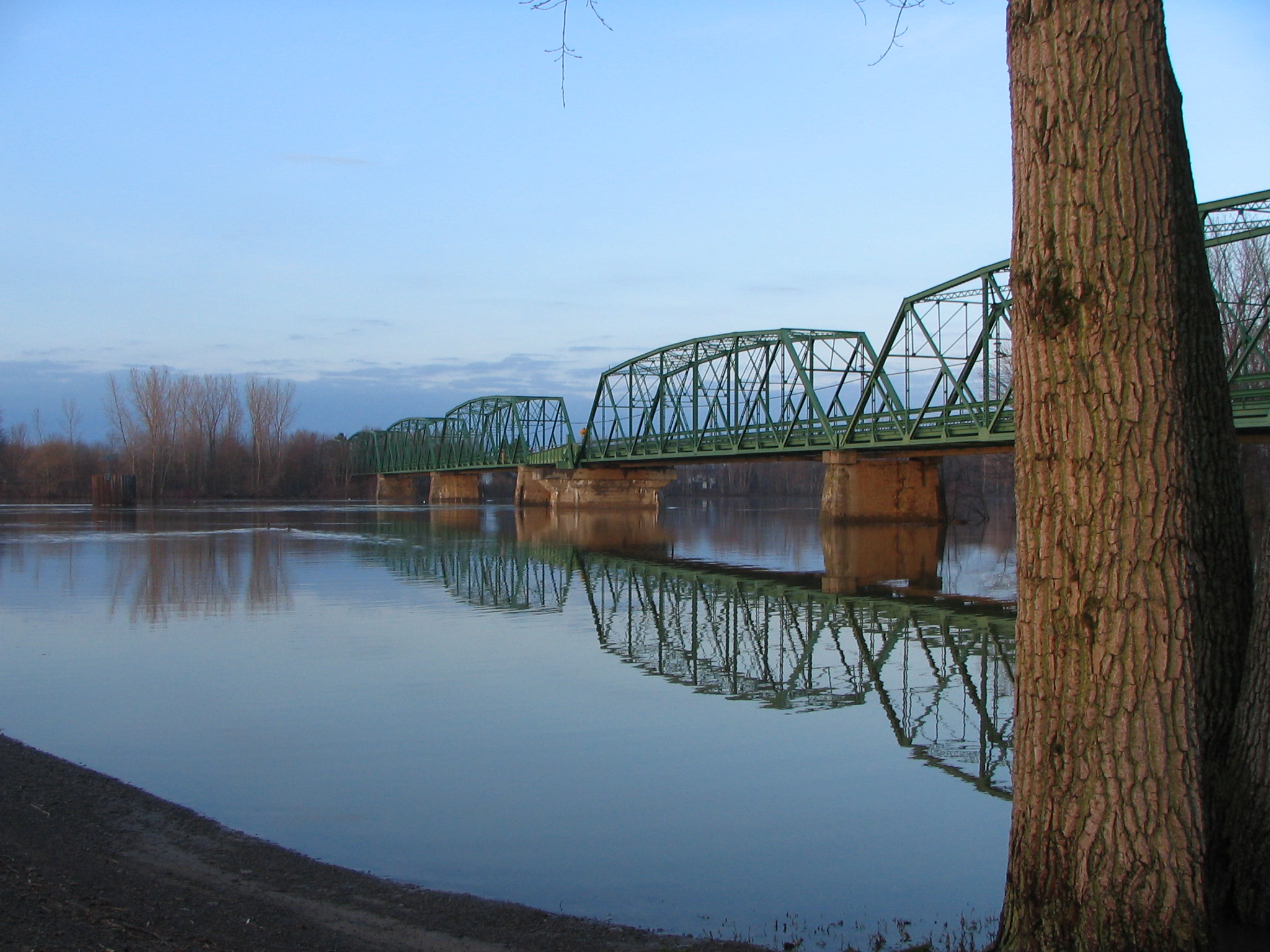
Batiscan, du Chemin du Roy (route 138).
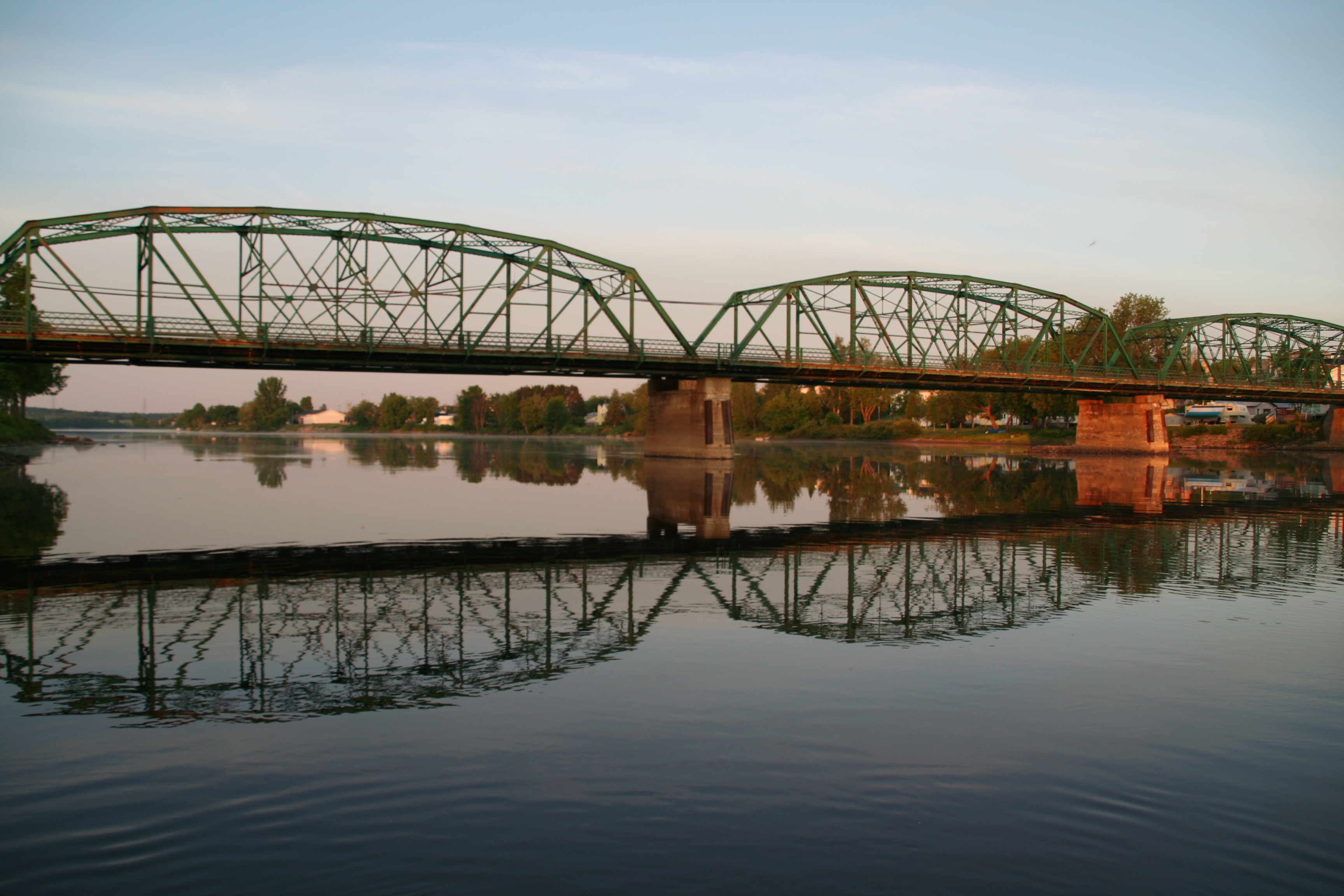
Saint-Stanislas, pont au-dessus de la rivière Batiscan, (route 159).
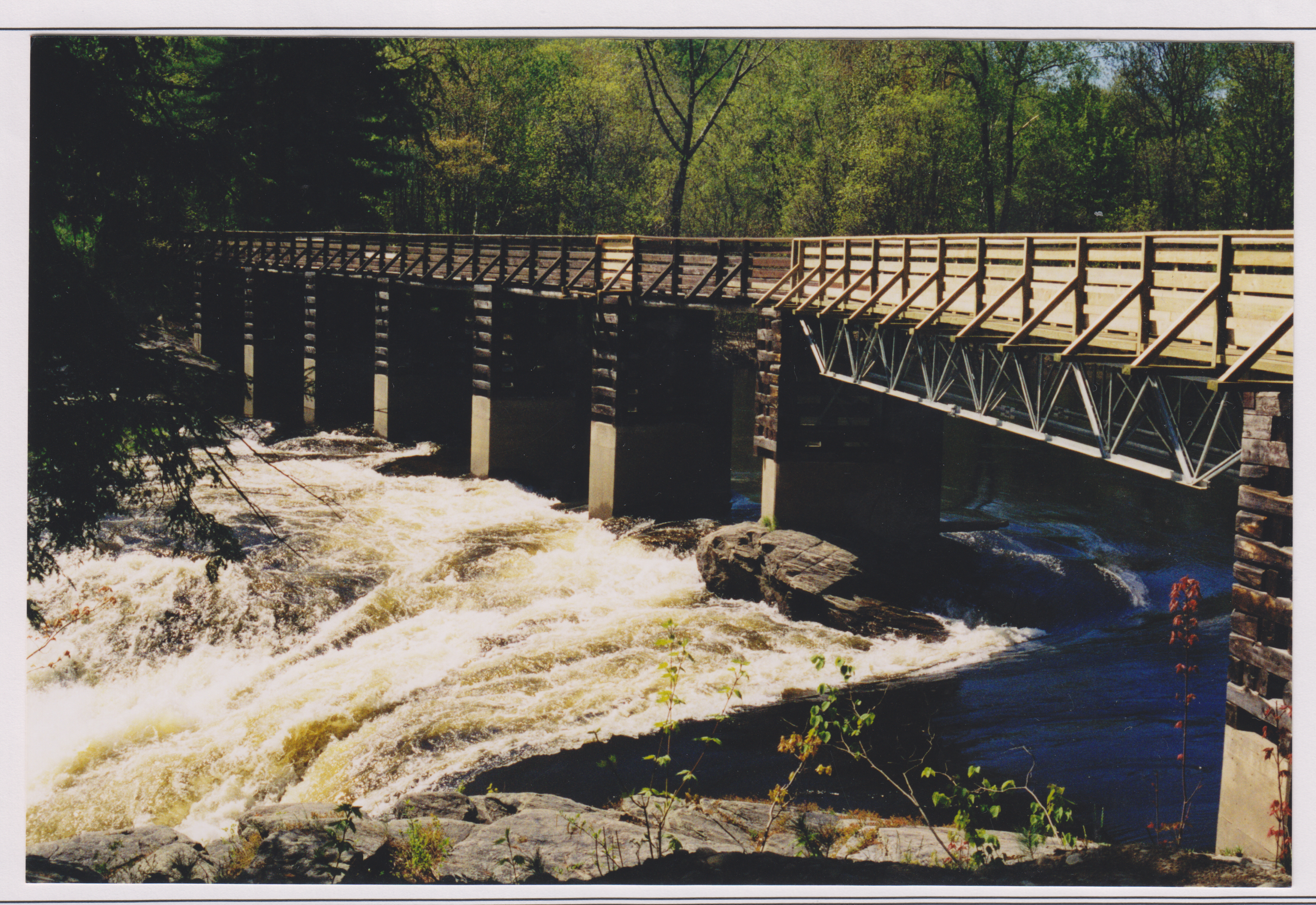
Parc de la rivière Batiscan, passerelle, débit printanier.
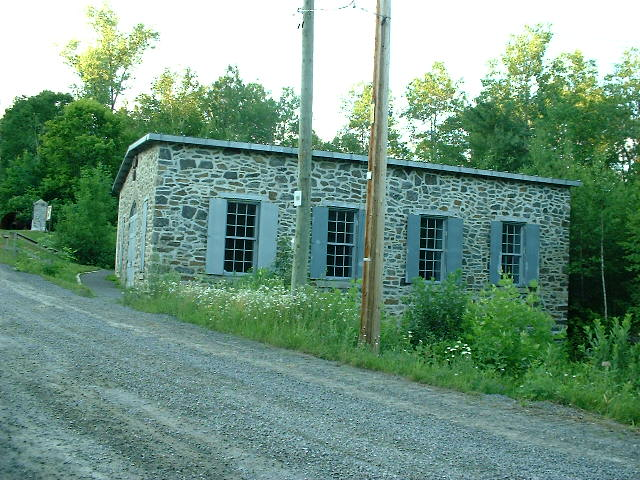
Ancienne annexe de la centrale  de Saint-Narcisse.